# Fayssal Harchaoui
Fayssal Harchaoui, né le 15 janvier 2006 à Bergheim, est un footballeur allemand qui joue au poste de milieu défensif dans les équipes jeunes du FC Cologne.

## Carrière
Fayssal Harchaoui naît en Allemagne au sein d'une famille marocaine originaire de Berkane. Il grandit à Ahe dans le quartier de Bergheim.

### En sélection
En 2022, il est sélectionné par Saïd Chiba pour disputer la Coupe arabe des nations des moins de 17 ans avec le Maroc -17 ans en Algérie. Le Maroc atteint la finale de cette compétition, étant confronté face au pays hôte (nul, 0-0 ; défaite aux t.a.b., 4-2),. Une violente bagarre s'ensuit entre les joueurs marocains et algériens après la séance des tirs au but,. Ecarté par le sélectionneur après cette compétition pour laisser place à d'autres produits locaux, Fayssal Harchaoui figure rapidement sur les listes de l'Allemagne -17 ans.
L'Allemagne atteint la finale de la compétition après sa victoire face à la Pologne le 30 mai 2023 (3-5 score final). Son équipe s'impose en finale face à la France après une séance de tirs au but, le 2 juin 2023. Lors de son retour de Malaisie, il est reçu par le maire de sa ville natale Volker Mießeler,.

## Palmarès

### En sélection
| Maroc -17 ans - Championnat arabe des moins de 17 ans - Finaliste en 2022. Allemagne -17 ans - Championnat d'Europe -17 ans - Vainqueur en 2023 - Coupe du monde des moins de 17 ans - Vainqueur en 2023. |

### Distinctions personnelles
2023 : Dans l'équipe-type de l'Euro U17.